# Strabomantis helonotus
Espèce
Synonymes
- Amblyphrynus helonotus Lynch, 1975
- Eleutherodactylus helonotus (Lynch, 1975)

Statut de conservation UICN

 CR B2ab(iii) : 
En danger critique
Strabomantis helonotus est une espèce d'amphibiens de la famille des Craugastoridae.

## Répartition
Cette espèce est endémique de la province de Pichincha en Équateur. Elle se rencontre dans le bassin du Río Pitzara entre 1 000 et 2 000 m d'altitude dans la cordillère Occidentale.

## Description
Les femelles mesurent de 60,6 à 69,6 mm

## Publication originale
- Lynch, 1975 : A review of the broad-headed eleutherodactyline frogs of South America (Leptodactylidae). Occasional Papers of the Museum of Natural History, University of Kansas, no 38, p. 1-46 (texte intégral).